# سمیرا افندی
سمیرا افندی (به انگلیسی: Samira Efendi) (زاده ۱۷ آوریل ۱۹۹۱) خواننده آذربایجانی است.
او نماینده جمهوری آذربایجان در یوروویژن ۲۰۲۱ است.